# Wcześniactwo
Wcześniactwo – urodzenie dziecka między 22. a 37. tygodniem ciąży (przed 259. dniem ciąży). Poród przed ukończeniem 22. tygodnia ciąży uznawany jest za poronienie, ze względu na skrajną niedojrzałość organizmu płodu, uniemożliwiającą samodzielne życie poza organizmem kobiety. Noworodek urodzony po 42. tygodniu ciąży uznawany jest za noworodka przenoszonego. Dokonywany jest duży postęp w kwestii opieki nad przedwcześnie urodzonym noworodkiem, ale częstość występowania wcześniactwa nie ulega zmniejszeniu.
Porody przed 28. tygodniem ciąży określane są jako skrajne wcześniactwo.
W Polsce notuje się większy odsetek porodów przedwczesnych, niż w innych krajach Unii Europejskiej.
W 2004 w Polsce urodziło się 25 475 noworodków przed 37. tygodniem ciąży, co stanowi 7,1% wszystkich urodzeń. Z tego 4552 (1,3%) noworodki urodziły się w skrajnym wcześniactwie.

## Czynniki ryzyka
Czynnikami ryzyka porodu przedwczesnego są:
Ze strony matki:
- wiek: < 20 lat lub > 35 lat,
- przebyty poród przedwczesny,
- przebyte poronienie w II trymestrze,
- obciążony wywiad położniczy,
- niedożywienie,
- choroby zakaźne (różyczka, odra, toksoplazmoza)
- choroby przewlekłe (nadciśnienie tętnicze, niedoczynność tarczycy, cukrzyca)
- niewydolność cieśniowo-szyjkowa,
- spożywanie alkoholu,
- palenie tytoniu,
- przyjmowanie narkotyków,
- wady wrodzone macicy,

Ze strony płodu:
- ciąża wielopłodowa,
- infekcja wewnątrzmaciczna,
- przedwczesne odklejenie łożyska,
- łożysko przodujące,
- śmierć płodu,
- wady wrodzone płodu,
- wielowodzie.

Ze strony środowiska:
- przebywanie w środowisku skażonym,
- narażenie na czynniki ryzyka, np. promieniowanie jonizujące.

## Rozpoznanie porodu przedwczesnego
Poród przedwczesny zagrażający rozpoznaje się, gdy:
- 4–7 skurczów na godzinę
- stan szyjki poniżej 10 w skali Bishopa
- rozwarcie szyjki poniżej 3 cm
- skrócenie szyjki poniżej 60%

Poród przedwczesny w toku rozpoznaje się, gdy:
- 8 i więcej skurczów na godzinę
- stan szyjki powyżej 10 w skali Bishopa
- rozwarcie szyjki powyżej 3 cm
- skrócenie szyjki 80%

## Rokowanie
Noworodki urodzone przed 36. tygodniem ciąży mają 30-krotnie większe ryzyko zgonu niż noworodki donoszone, a dla urodzonych przed 28. tygodniem ryzyko jest 200-krotne. Szwedzkie badania przeprowadzone w latach 2005–2007 na grupie wcześniaków urodzonych od 22. do 26. tygodnia ciąży wskazują, że pierwszy rok przeżywa 70%, odpowiednio, urodzonych w 22., 23., 24., 25. i 26. tygodniu: 9,8%, 53%, 67%, 82% i 85%.
W zależności od stopnia wcześniactwa zachodzi szereg nieprawidłowości, które ograniczają
możliwości dziecka do przeżycia bez pomocy współczesnej medycyny:
- niedobór masy ciała,
- niedobór wzrostu,
- niedorozwój płuc (brak surfaktantu, uszkodzenie płuc, niewydolność oddechowa),
- przedłużona żółtaczka noworodków (niedorozwój mechanizmów enzymatycznych wątroby),
- retinopatia wcześniaków,
- zaburzenia neurologiczne i rozwojowe.

Ze względu na niewydolność mechanizmów termoregulacyjnych wcześniak musi przebywać w inkubatorze. Opóźnienie przecięcia pępowiny u wcześniaków jest korzystne dla zmniejszenia ryzyka umieralności i zachorowalności.